# Ruisseau le St-Oger
Der Ruisseau le St-Oger ist ein rechter Zufluss der Mosel im französischen Département Vosges. 

## Geographie

### Verlauf
Der Ruisseau le St-Oger hat eine Länge von 17,43 km und fließt durch die Gebiete von La Baffe, Épinal, Deyvillers, Jeuxey und Dogneville und mündet zwischen Chavelot und Girmont von rechts in die Mosel.

### Zuflüsse
- Ruisseau des Bolottes (rechts), 7 km
- Ruisseau de Clebas (links), 2 km
- Ruisseau de la Colline de Longchamp (rechts), 3 km
- Ruisseau de Neulson (rechts), 1 km